# Årets by i Österbotten
Årets by i Österbotten är ett årligt pris för utvecklingsarbete bland byar i Svenska Österbotten. Vinnaren utses av föreningen Aktion Österbotten tillsammans med Österbottens förbund på basis av ansökningar från byarna. Den första utmärkelsen utdelades 2001. Årets by i Österbotten får delta i det nationella Årets by som arrangeras av föreningen Byaverksamhet i Finland och väljer årets by i Finland.

## Vinnare
- 2001 – Kortjärvi i Kronoby
- 2002 – Henriksdal i Kristinestad
- 2003 – Sundom i Vasa
- 2004 – Lappfjärd i Kristinestad
- 2005 – Öja i Karleby
- 2006 – Molpe i Korsnäs
- 2007 – Perus i Kristinestad
- 2008 – Småbönders i Kronoby
- 2009 – Hankmo byar i Korsholm
- 2010 – Bennäs i Pedersöre
- 2011 – Harrström i Korsnäs
- 2012 – Särkimo-Brudsund i Vörå
- 2013 – Bergö i Malax
- 2014 – Nederpurmo i Pedersöre
- 2015 – Älvbyarna i Korsholm
- 2016 – Södra Vallgrund i Korsholm
- 2017 – Rangsby i Närpes
- 2018 – Singsby i Korsholm
- 2019 – Kovjoki i Nykarleby
- 2020 – Komossa i Vörå
- 2021 – Petalax i Malax
- 2022 – Skaftung i Kristinestad
- 2023 – Oxkangar i Vörå